# Katsutoshi Domori
Katsutoshi Domori (Hyogo, 29 juni 1976) is een voormalig Japans voetballer.

## Carrière
Katsutoshi Domori speelde tussen 1995 en 2000 voor Cerezo Osaka en Albirex Niigata.